# IC 4587
IC 4587 је елиптична галаксија у сазвјежђу Сјеверна круна која се налази на листи објеката дубоког неба у Индекс каталогу.
Деклинација објекта је + 25° 56' 28" а ректасцензија 15h 59m 51,5s. Привидна величина (магнитуда) објекта IC 4587 износи 14,3 а фотографска магнитуда 15,3. IC 4587 је још познат и под ознакама CGCG 137-12, NPM1G +26.0412, PGC 56614.